# Championnat des Pays-Bas de football de deuxième division 2014-2015
Navigation
Édition précédente Édition suivante
La saison 2014-2015 de Eerste Divisie (ou Jupiler League pour des raisons de partenariat commercial) est la 59e édition du championnat de football de deuxième division aux Pays-Bas.
Vingt équipes prennent part à ce championnat qui se déroule en matches aller/retour sur 38 journées. Le champion est directement promu en Eredivisie tandis que les équipes classées de la 2e à la 9e place participent aux barrages de promotion/relégation en compagnie des clubs classés aux 16e et 17e places d'Eredivisie.

## Classement
Le classement est établi sur le barème de points classique (victoire à 3 points, match nul à 1, défaite à 0). Les clubs à égalité en nombre de points sont départagés en fonction des critères suivants :
1. Plus grande différence de buts générale
2. Plus grand nombre de buts marqués

| Rang | Équipe             | Pts | J  | G  | N  | P  | Bp  | Bc | Diff |
| ---- | ------------------ | --- | -- | -- | -- | -- | --- | -- | ---- |
| 1    | NEC Nimègue        | 101 | 38 | 33 | 2  | 3  | 107 | 32 | +75  |
| 2    | FC Eindhoven       | 80  | 38 | 26 | 2  | 10 | 70  | 39 | +31  |
| 3    | Roda JC            | 69  | 38 | 21 | 6  | 11 | 69  | 58 | +11  |
| 4    | FC Emmen           | 67  | 38 | 19 | 10 | 9  | 88  | 57 | +31  |
| 5    | FC Volendam        | 62  | 38 | 18 | 8  | 12 | 83  | 68 | +15  |
| 6    | De Graafschap      | 61  | 38 | 18 | 7  | 13 | 73  | 48 | +25  |
| 7    | VVV Venlo          | 60  | 38 | 16 | 12 | 10 | 48  | 43 | +5   |
| 8    | Sparta Rotterdam P | 58  | 38 | 16 | 10 | 12 | 72  | 46 | +26  |
| 9    | TOP Oss            | 56  | 38 | 17 | 5  | 16 | 73  | 67 | +6   |
| 10   | Almere City        | 48  | 38 | 13 | 9  | 16 | 64  | 63 | +1   |
| 11   | MVV Maastricht     | 48  | 38 | 14 | 6  | 18 | 51  | 70 | -19  |
| 12   | Jong Ajax          | 47  | 38 | 12 | 11 | 15 | 64  | 67 | -3   |
| 13   | Jong FC Twente     | 47  | 38 | 12 | 11 | 15 | 49  | 64 | -15  |
| 14   | Jong PSV           | 46  | 38 | 11 | 13 | 14 | 50  | 56 | -6   |
| 15   | SC Telstar         | 42  | 38 | 12 | 6  | 20 | 53  | 68 | -15  |
| 16   | FC Den Bosch       | 39  | 38 | 10 | 9  | 19 | 46  | 61 | -15  |
| 17   | Helmond Sport      | 38  | 38 | 10 | 8  | 20 | 52  | 85 | -33  |
| 18   | Achilles '29       | 33  | 38 | 8  | 9  | 21 | 44  | 78 | -34  |
| 19   | Fortuna Sittard    | 29  | 38 | 7  | 8  | 23 | 30  | 72 | -42  |
| 20   | RKC Waalwijk       | 29  | 38 | 7  | 8  | 23 | 39  | 82 | -43  |

Promotions
- Promotion en Eredivisie
- Qualification pour le 2e tour des barrages de promotion
- Qualification pour le 1er tour des barrages de promotion

Autres
- Equipes réserves n'étant éligibles ni à la promotion, 
ni à la qualification pour les barrages

Abréviations
- P : Promu de Topklasse
- R : Relégué d'Eredivisie 2012-2013